# NGC 5216A
NGC 5216A (другие обозначения — UGC 8571, MCG 10-19-95, ZWG 294.49, IRAS13329+6215, PGC 47854) — галактика в созвездии Большая Медведица.
Этот объект не входит в число перечисленных в оригинальной редакции «Нового общего каталога» и был добавлен позднее.